# Christine af Slesvig-Holsten-Gottorp
Christine af Slesvig-Holsten-Gottorp (svensk: Kristina av Holstein-Gottorp; 12. april 1573 — 8. december 1625) var datter af hertug Adolf af Slesvig-Holsten-Gottorp og Christine af Hessen. I 1592 blev hun gift med den svenske konge (Karl 9. af Sverige), og hun var dronning af Sverige fra 1604 til 1611.